# Psychoglypha smithi
Psychoglypha smithi är en nattsländeart som beskrevs av Donald G. Denning 1970. Psychoglypha smithi ingår i släktet Psychoglypha och familjen husmasknattsländor. Inga underarter finns listade i Catalogue of Life.